# タイラー・ホークリン
タイラー・ホークリン（Tyler Hoechlin, [ˈhɛklɪn]; 1987年9月11日 - ）は、アメリカ合衆国の俳優。ラストネームは「ホークリン」と表記されがちだが、本人のTwitterのプロフィールに「it's pronounced Heck-lin」とあるように、「ヘックリン」の方が正しい。

## 生い立ちと野球
ドン・ホークリンとロリの間でカリフォルニア州コロナで生まれる。2人の兄弟タナーとトラヴィス、そして姉妹のキャリーがいる.。7歳の頃から野球を始める。彼は内野手としてアリゾナ州立大学、ノースウッズリーグの野球チームバトル・クリーク・ボンバーズでプレイする。2008年、UC IrvineAnteatersdeで内野手としてプレイした。

## キャリア

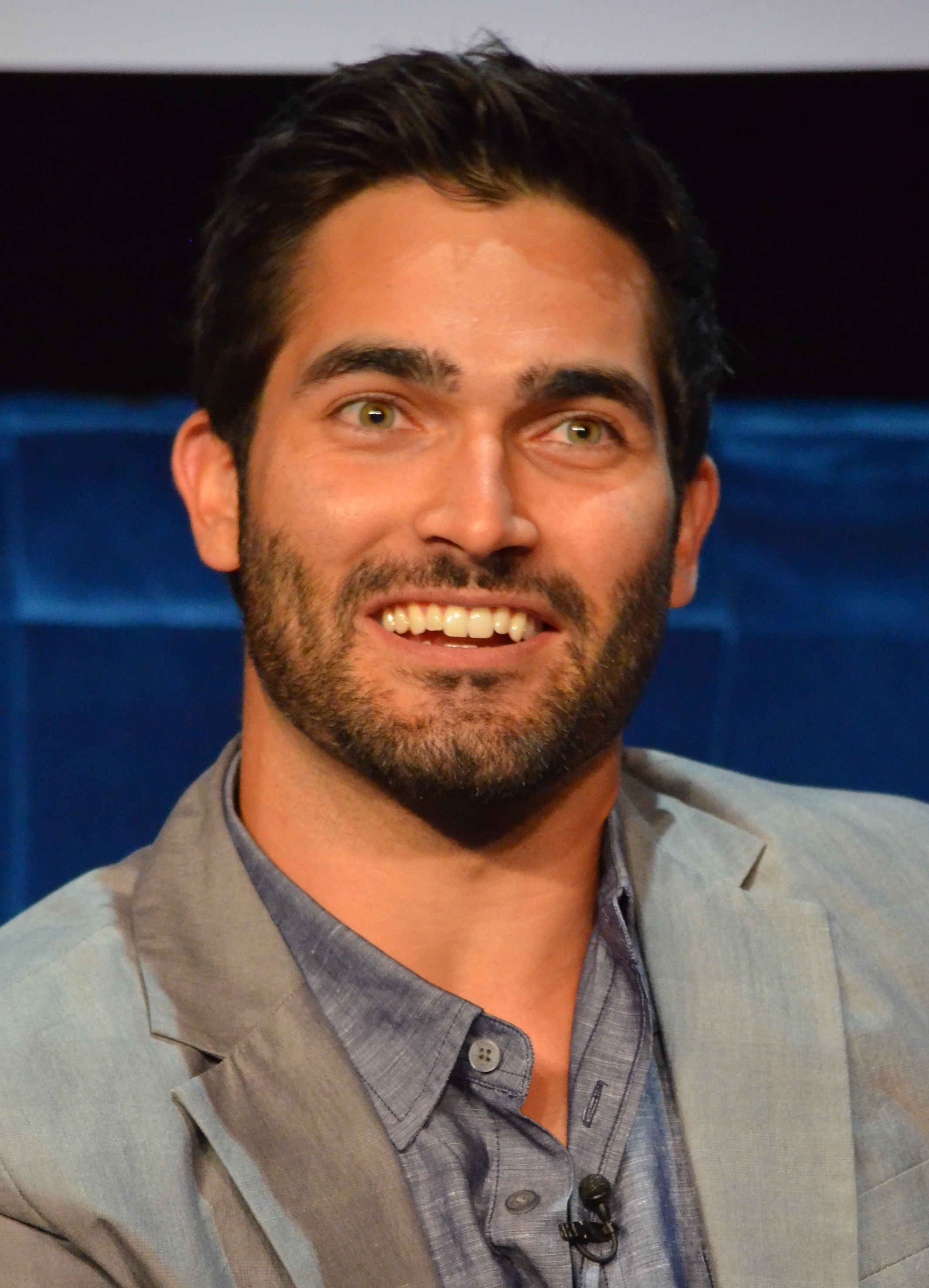
2012年

9歳の時から演技を始める。マイケル・サリヴァン・Jr役として映画『ロード・トゥ・パーディション』で演じ、2003年のテレビシリーズ『7th Heaven』のマーティン・ブリューワー役を得ることにつながる。2004年のティーン・チョイス・アワードブレイクアウト男性スター賞にノミネートされた。2007年に公開されたデヴィッド・デコトー監督の映画『グリズリーレイジ』、2008年の映画『死霊の棲む森』でそれぞれ役を演じる。また、『キャッスル 〜ミステリー作家は事件がお好き』シーズン2のエピソードでも役を演じる。2011年の映画『ホール・パス/帰ってきた夢の独身生活＜1週間限定＞』でオーウェン・ウィルソン、クリスティナ・アップルゲイトらとともに出演する。2011年から2017年まで、テレビシリーズ『Teen Wolf』で狼男デレク・ヘイル役を演じた。
BuddyTVによる「2011年のテレビで最もセクシーな男性」リストで第3位。

## 出演作品
| 公開年 | 邦題 原題                                                                    | 役名                     | 備考 |
| ------ | ---------------------------------------------------------------------------- | ------------------------ | --- |
| 1999   | Family Tree                                                                  | Jeff Jo                  | |
| 2001   | Train Quest                                                                  | Billy                    | |
| 2002   | ロード・トゥ・パーディション Road to Perdition                               | マイケル・サリヴァン・Jr | フェニックス映画批評家協会賞若手男優賞 サターン賞若手俳優賞 ヤングアーティスト賞主演若手俳優賞 (ドラマ映画部門) 放送映画批評家協会賞若手俳優賞—候補 フェニックス映画批評家賞協会新人賞—候補 |
| 2007   | グリズリー・レイジ Grizzly Rage                                              | ウェス・ハーディング     | テレビ映画 |
| 2008   | 死霊の棲む森 Solstice                                                        | ニック                   | |
| 2011   | Open Gate                                                                    | Kaleb                    | |
| 2011   | ホール・パス/帰ってきた夢の独身生活＜1週間限定＞ Hall Pass                   | ジェリー                 | |
| 2012   | Melvin Smarty                                                                | Ricky Hershey            | |
| 2016   | エブリバディ・ウォンツ・サム!! 世界はボクらの手の中に Everybody Wants Some!! | マクレイノルズ           | [ 8 ] |
| 2016   | Undrafted                                                                    | ジョナサン・デラモニカ   | 日本劇場未公開 原題のままAmazonプライム・ビデオで配信。 |
| 2017   | コードネーム:ストラットン Stratton                                           | マーティー               | |
| 2018   | ビガー Bigger                                                                | ジョー・ウイダー         | |
| 2018   | フィフティ・シェイズ・フリード Fifty Shades Freed                            | ボイス・フォックス       | |
| 2018   | ザ・ドメスティック The Domestics                                             | マーク・ウェスト         | 日本劇場未公開 |
| 2019   | エマの秘密に恋したら Can You Keep a Secret?                                  | ジャック・ハーパー       | |
| 2020   | パーム・スプリングス Palm Springs                                            | エイブ                   | |

| 放映年    | 邦題 原題                                        | 役名                                         | 備考 |
| --------- | ------------------------------------------------ | -------------------------------------------- | --- |
| 2003-2007 | 7th Heaven                                       | マーティン・ブリューワー                     | 計62話出演 |
| 2007      | CSI:マイアミ CSI: Miami                          | ショーン・ホッジス                           | シーズン6第6話「怪奇日食」                                                                                    |
| 2009      | My Boys                                          | Owen Scott                                   | シーズン3第9話「Spring Training」                                                                             |
| 2009      | キャッスル 〜ミステリー作家は事件がお好き Castle | ディラン・フルトン                           | シーズン2第4話「殺された詐欺師」                                                                              |
| 2011-2017 | Teen Wolf                                        | デレク・ヘイル                               | 計63話出演 |
| 2016-2021 | SUPERGIRL/スーパーガール Supergirl               | クラーク・ケント / カル＝エル / スーパーマン | 計6話出演 |
| 2018-2019 | THE FLASH/フラッシュ The Flash                   | クラーク・ケント / カル＝エル / スーパーマン | シーズン5 第9話「エルスワールド パート1」 シーズン6 第9話「クライシス・オン・インフィニット・アース パート3」 |
| 2018-2020 | ARROW/アロー Arrow                               | クラーク・ケント / カル＝エル / スーパーマン | シーズン7 第9話「エルスワールド パート2」 シーズン8 第8話「クライシス・オン・インフィニット・アース パート4」 |
| 2019      | アナザー・ライフ Another Life                    | イアン                                       | 計2話出演 |
| 2019      | BATWOMAN/バットウーマン Batwoman                 | クラーク・ケント / カル＝エル / スーパーマン | シーズン1 第9話「クライシス・オン・インフィニット・アース パート2」                                           |
| 2020      | レジェンド・オブ・トゥモロー Legends of Tomorrow | クラーク・ケント / カル＝エル / スーパーマン | シーズン5 特別回（通算第1話）「クライシス・オン・インフィニット・アース パート5」                             |
| 2021-     | スーパーマン&ロイス Superman & Lois              | クラーク・ケント / カル＝エル / スーパーマン | 主演 |

### ゲーム
- ファイナルファンタジーVII リメイク（2020年、セフィロス）